# Comisión de Investigación de Accidentes e Incidentes de Aviación Civil

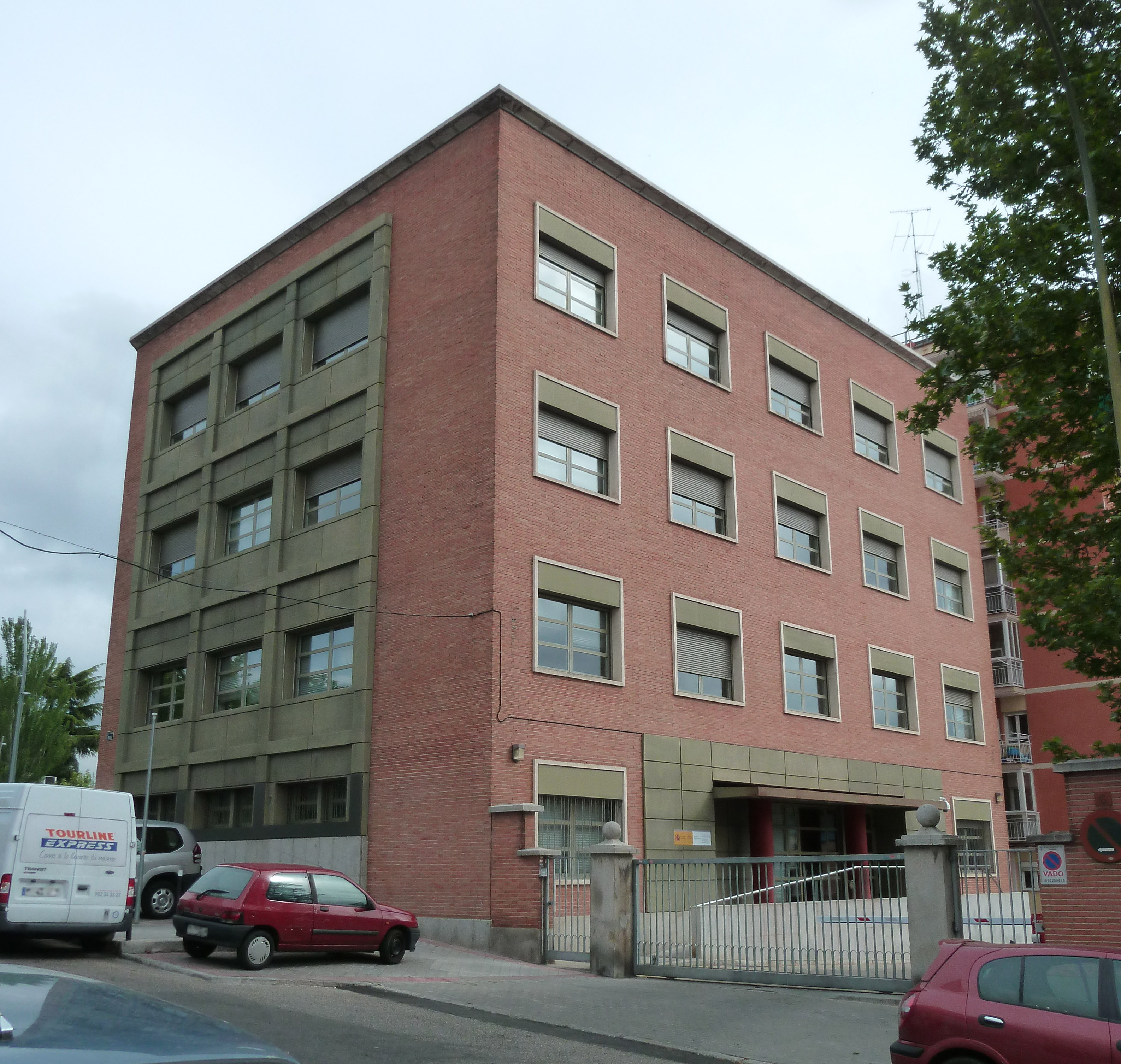
Hauptsitz CIAIAC (Madrid)

Comisión de Investigación de Accidentes e Incidentes de Aviación Civil (CIAIAC) ist die spanische Untersuchungsbehörde für Flugunfälle und Störungen auf spanischem Hoheitsgebiet, ähnlich der deutschen Bundesstelle für Flugunfalluntersuchung.
Aufgabe des CIAIAC ist es, Flugunfälle wie Abstürze und Zwischenfälle wie Beinahezusammenstöße objektiv aus technischer Sicht zu untersuchen. Ziel der Ermittlungen ist es, die Umstände zu klären, die zu der Störung geführt haben, um gegebenenfalls Sicherheitshinweise zu veröffentlichen, um zukünftige Unfälle zu vermeiden.
Der Hauptsitz des CIAIAC befindet sich in der Landeshauptstadt Madrid und ist dem Ministerio de Fomento, Dirección General de Aviación Civil (Ministerium für Verkehr) unterstellt. Bei Unfällen im Ausland arbeitet das CIAIAC eng mit der entsprechenden Behörde des jeweiligen Landes zusammen. 
Ihre rechtliche Grundlage basiert auf dem Gesetz 21/2003, vom 3. Juli 2003 Seguridad Aérea veröffentlicht mit B.O.E. am 8. Juli 2003 und auf EU-Ebene auf der Richtlinie 94/56/EG des Rates vom 21. November 1994 über Grundsätze für die Untersuchung von Unfällen und Störungen in der Zivilluftfahrt sowie dem Abkommen der ICAO.

## Statistik
Unfälle und Zwischenfälle beim Betrieb ziviler Luftfahrzeuge.
| Jahr | Unfälle | Zwischenfälle |
| ---- | ------- | ------------- |
| 1998 | 24      | 47            |
| 1999 | 34      | 49            |
| 2000 | 26      | 30            |
| 2001 | 30      | 36            |
| 2002 | 45      | 34            |
| 2003 | 44      | 32            |
| 2004 | 41      | 34            |
| 2005 | 38      | 31            |
| 2006 | 39      | 37            |
| 2007 | 39      | 12            |
| 2008 | 27      | 17            |
| 2009 | 14      | 15            |
| 2010 | 22      | 18            |

Quelle: Informes anuales 2010 CIAIAC